# П'ять шляхів зі Львова
П'ять шляхів зі Львова — путівник, що містить інформацію про п'ять історичних шляхів навколо Львова і допоможе переглянути мозаїку міст та містечок Західної України.
З його допомогою можна скласти кілька десятків реальних одно- і дводенних подорожей автомобілем, використовуючи подані маршрути, або комбінуючи їх за своїм смаком чи можливостями.
У підготовці путівника використано матеріали та тексти Незалежного культурологічного часопису «Ї» (Львів), а також Ігоря Мельника, Ігоря і Ольги Оконченків, Ірини Пустиннікової.
Фотограф: Микола Іващенко.
Літературний редактор: Ірина Магдиш — редактор часопису «Ї».

## Шляхи
- Глинянський шлях: Унів — Золочів — Зборів — Тернопіль — Микулинці — Струсів — Теребовля — Буданів — Гримайлів — Скалат — Сатанів — Гусятин
- Київський шлях: Буськ — Олесько — Підгірці — Броди — Маркопіль — Почаїв — Збараж — Вишнівець — Кременець — Дубно
- Подільський шлях: Свірж — Поморяни — Бережани — Зарваниця — Бучач — Язловець — Золотий Потік — Коропець — Чортків — Червоногрод — Скала-Подільська
- Жовківський шлях: Куликів — Жовква — Великі Мости — Шептицький — Сокаль — Белз — Угнів
- Волоський шлях: Старе Село — Звенигород — Рогатин — Галич — Крилос — Івано-Франківськ — Тисмениця — Коломия — Чернівці